# Schneeschuhhase
Der Schneeschuhhase (Lepus americanus) ist eine Art der Echten Hasen in der Familie der Hasen (Leporidae). Er ist über große Teile des nördlichen Nordamerika in den Vereinigten Staaten und Kanada verbreitet. Es ist die kleinste Art der Gattung und er wird generell eher als kaninchenähnlich statt als hasenartig beschrieben. Seinen Namen erhielt er aufgrund der sehr großen Füße, die ein Versinken im Schnee verhindern sollen. Typisch für die Art ist zudem der Fellwechsel mit einem braunen Sommer- und einem weißen Winterfell.
Die bereits 1777 von dem Göttinger Tiermediziner Johann Christian Polycarp Erxleben beschriebene Art wird als ursprünglichste Art der Gattung betrachtet. Innerhalb des Verbreitungsgebietes werden 15 Unterarten des Schneeschuhhasen unterschieden.

## Merkmale

### Allgemeine Merkmale

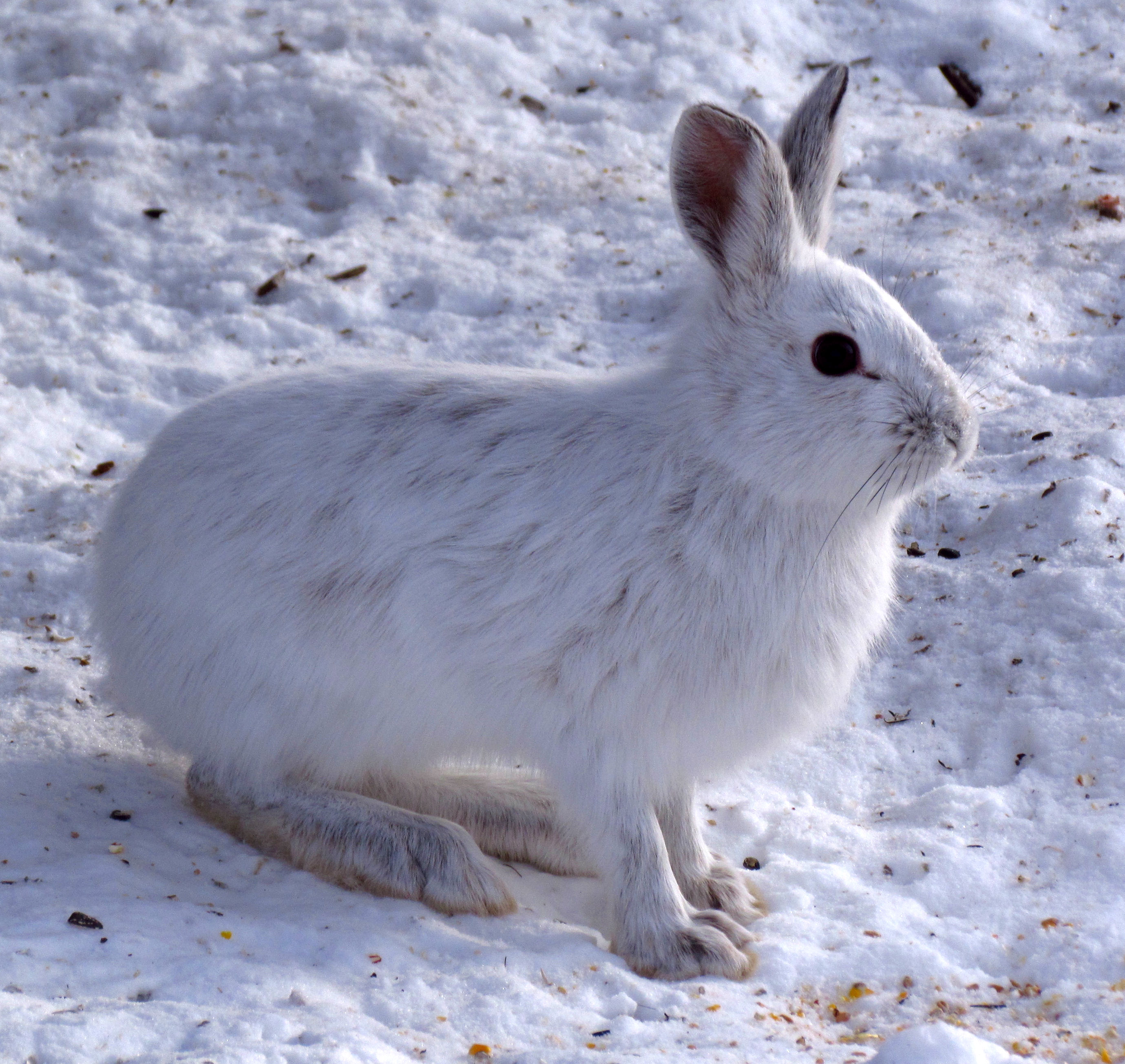
Schneeschuhhase im Winterfell

Der Schneeschuhhase ist innerhalb seines großen Verbreitungsgebietes mit zahlreichen Unterarten bezüglich der Größe und der Färbung variabel. Er erreicht eine Körperlänge von 36 bis 56 Zentimetern bei einem Gewicht von 1,1 bis 1,6 Kilogramm. Seine Schwanzlänge beträgt 2,5 bis 5,5 Zentimeter, die Ohrlänge 60 bis 70 Millimeter und die Hinterfußlänge 112 bis 150 Millimeter. Es handelt sich damit um die kleinste Art der Gattung Lepus. In seinem Körperbau und seiner funktionellen Morphologie entspricht der Schneeschuhhase teilweise eher einem Kaninchen oder einem Baumwollschwanzkaninchen als einem Hasen. Die Tiere haben einen wenig ausgeprägten Sexualdimorphismus, die Weibchen sind im Durchschnitt etwas größer und schwerer als die Männchen.

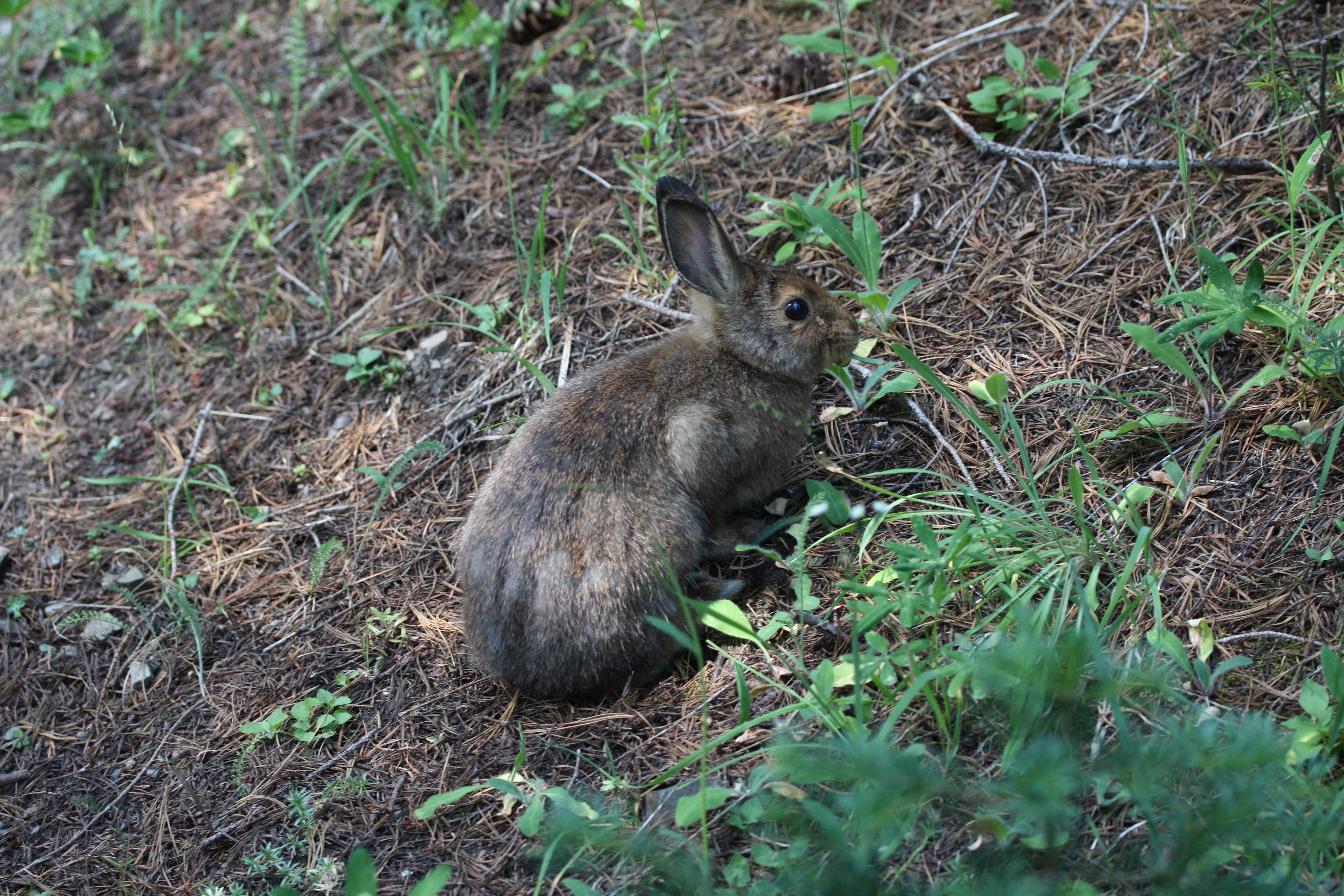
Schneeschuhhase im Sommerfell
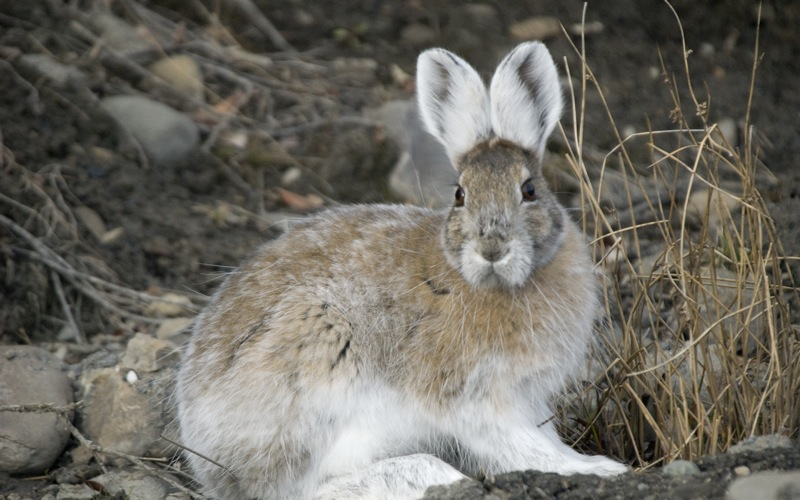
Schneeschuhhase im Fellwechsel
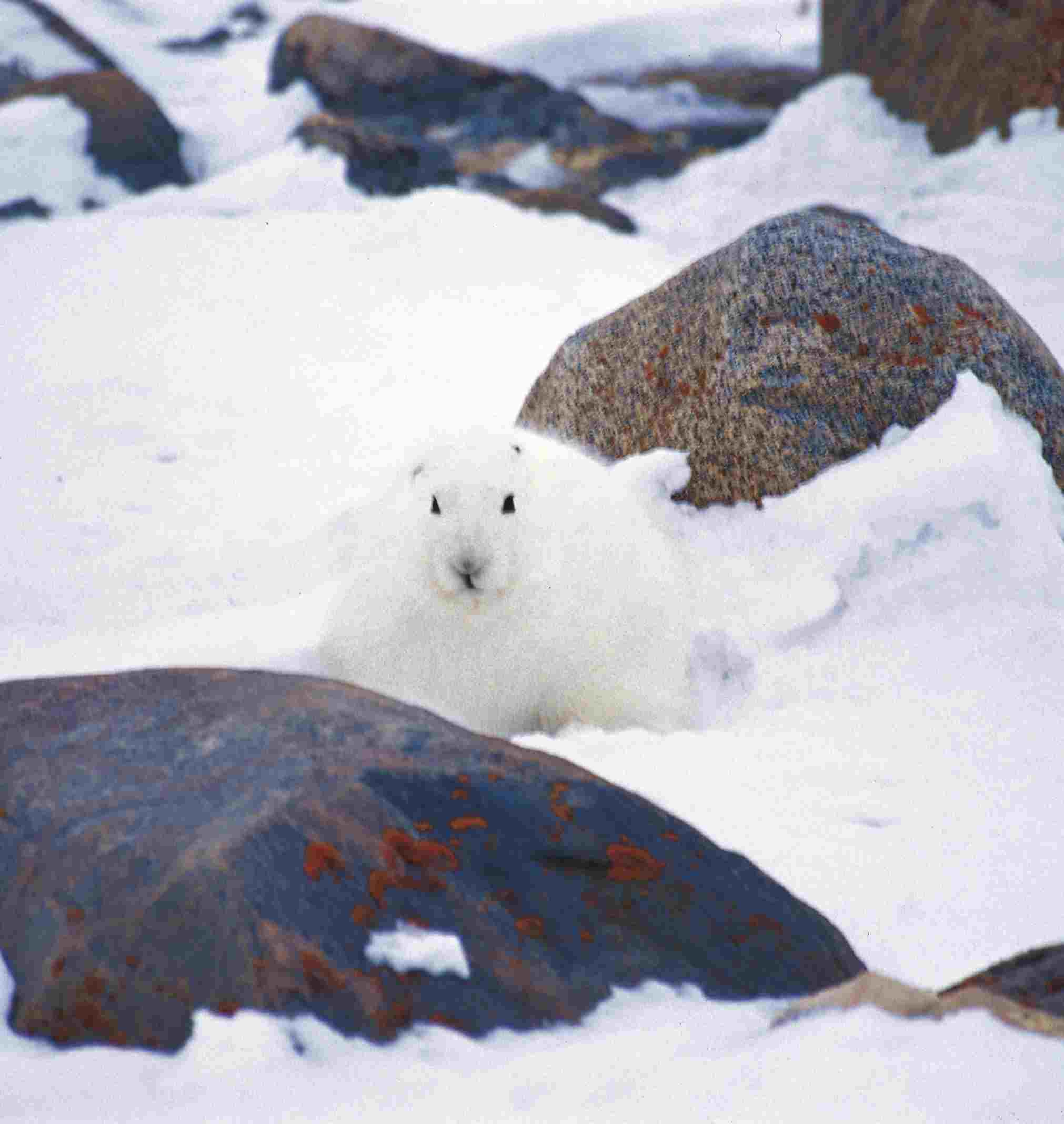
Schneeschuhhase im Winterfell

Das Rückenfell der Tiere ist im Sommer braun, grau oder auch rötlich, die Bauchseite und die Unterseite des Kinns sind weiß. Häufig sind zudem auch die Füße weiß gefärbt. Wie der Schneehase (Lepus timidus) ändert auch der Schneeschuhhase bei den meisten Populationen im Winter seine Fellfarbe von braun in weiß und tarnt sich auf diese Weise im Schnee vor Räubern. Dabei behält beim Fellwechsel die Unterwolle ihren grauen Farbton, lediglich die Haarspitzen werden weiß, sodass die Tiere weiß sind. Die Ohrspitzen bleiben häufig auch im Winter schwarz. Bei einigen Unterarten in den südlicheren Gebieten bleiben Teile der Population auch im Winter braun. Der Fellwechsel zum Winterfell erfolgt im August bis November, der zum Sommerfell im März bis Juni.
Seine Fußsohlen sind dicht behaart, insbesondere an den Hinterpfoten, was zu dem schneeschuhartigen Aussehen führt. Sie resultieren in dem für die Tiere typischen Spurenbild.

### Schädel und Skelett
| 2 | · | 0 | · | 3 | · | 3 | = 28 |
| 1 | · | 0 | · | 2 | · | 3 | = 28 |

Der Schädel und die Zähne haben sehr ausgeprägte Eigenschaften, einschließlich der ständig wachsenden Schneidezähne. Die Tiere besitzen wie alle Hasenartigen im Oberkiefer pro Hälfte zwei Schneidezähne (Incisivi), von denen einer zu einem Nagezahn und der andere zu einem Stiftzahn direkt hinter dem Nagezahn ausgebildet ist. Im Unterkiefer befindet sich nur ein einzelner als Nagezahn ausgebildeter Schneidezahn. Auf die Schneidezähne folgt eine typische Zahnlücke (Diastema). Im Oberkiefer schließen sich je drei, im Unterkiefer je zwei Prämolaren sowie sowohl im Unter- als auch im Oberkiefer je drei Molaren an. Insgesamt verfügen die Tiere damit über ein Gebiss aus 28 Zähnen.
Das Hauptmerkmal des Schädels ist, dass die Oberaugenhöhlenbeine hinten nicht mit den Stirnbeinen verschmolzen sind, sondern ausbrechen, während das Zwischenscheitelbein mit dem Scheitelbein verschmolzen ist.

### Genetik
Der Karyotyp des Schneeschuhhasen besteht aus einem Chromosomensatz von 2n=48 Chromosomen, wobei es sich dabei um den innerhalb der Echten Hasen als ursprünglich anerkannten Chromosomensatz handelt. Er umfasst acht Paare metazentrischer (→ Chromosom#Bestandteile) und submetazentrischer und 15 Paare subtelozentrischer und akrozentrischer Autosomen. Das X-Chromosom ist mittelgroß und submetazentrisch, während das Y-Chromosom sehr klein und akrozentrisch ist.

## Verbreitung

Verbreitungskarte des Schneeschuhhasen

Der Schneeschuhhase lebt in Nordamerika. Er kommt in fast ganz Kanada mit Ausnahme des äußersten Nordens und in allen Provinzen mit Ausnahme von Nunavut vor. In den Vereinigten Staaten ist er in Alaska sowie in den westlichen Staaten Oregon, Washington, Nevada, Idaho, Montana, Wyoming, North und South Dakota und Colorado sowie in einzelnen Regionen der Hochlagen in New Mexico, Utah und Kalifornien vertreten. Zudem ist die Art in der Region der Großen Seen und den östlichen Staaten Pennsylvania, New York, Maine, Vermont, Rhode Island, Wisconsin, Michigan, Minnesota, Massachusetts, Connecticut und New Hampshire verbreitet. Historisch war der Schneeschuhhase wahrscheinlich auch in den Bergregionen von West Virginia, North Carolina, Tennessee und Virginia anzutreffen, diese Populationen sind allerdings nicht mehr vorhanden.

## Lebensweise
Die Schneeschuhhasen sind nachtaktiv und verbringen den Tag in Verstecken in der Vegetation. Sie sind an den borealen Misch-Laubwald Nordamerikas mit dichtem Unterwuchs gebunden. Dabei kommen sie in unterschiedlichen Waldregionen mit Nadelbäumen, Eschen, Birken, Buchen, Ahorn und anderen Gehölzen vor. Die Tiere benötigen eine relativ dichte Boden- und Strauchvegetation, die sie als Deckung verwenden können. Typischerweise sind Sukzessionswälder und junge Waldbestände im Alter von 25 bis 40 Jahren ideal. Sie bevorzugen Habitate an Wald- und Lichtungsrändern sowie Sumpfgrenzen, meiden jedoch offene Flächen. Vor allem in Zonen, in denen nach Feuern der Unterwuchs dicht nachwächst, können die Tiere sehr häufig vorkommen, während sie in alten Wäldern mit hohen Bäumen und wenig Unterwuchs selten sind. In kleinen Waldstücken und Reliktwäldern in landwirtschaftlich genutzten Flächen sind die Tiere in der Regel nicht anzutreffen.
Aufgrund ihres weißen Winterpelzes benötigt diese Art im Winter eine Schneedecke. Zwei Unterarten entlang der Pazifikküste werden im Winter nicht weiß und können entsprechend in Wäldern mit geringer oder keiner Schneedecke vorkommen. Der Schneeschuhhase scheint auch den Randlebensraum zu bevorzugen.

### Ernährung
Die Ernährung ist wie bei anderen Hasen vegetarisch und besteht im Sommer hauptsächlich aus Gräsern, Kräutern, Blüten, Seggen und Farnen. Im Winter nagen sie auch an weichen Baumrinden von Fichten, Weiden, Birken oder Kiefern.
Vor allem im Winter können die Tiere vereinzelt auch am Aas toter Tiere fressen. Nach einer Untersuchung in Yukon, bei der Kadaver verschiedener Tiere ausgelegt wurden, konnte beobachtet werden, dass Schneeschuhhasen das Fleisch dieser Tiere, darunter auch das anderer Schneeschuhhasen oder toter Luchse, sowie Federn von Tannenhühnern (Falcipennis canadensis) fraßen. Wahrscheinlich stellt Aas für die Tiere vor allem im Winter eine Ergänzung bei Nährstoffmangel dar.

### Fortpflanzung und Entwicklung
Die Fortpflanzungszeit der Schneeschuhhasen reicht von März bis September und wird vor allem durch die Lichttaglänge reguliert (photoperiodische Kontrolle). Der Beginn kann zudem stark vom Wetter und der aktuellen Populationsdichte der Hasen beeinflusst werden und sich bis zu mehreren Wochen nach hinten verschieben. In Alberta wurde als frühester Beginn der Fortpflanzungszeit der Übergang vom Winter in das frühe Frühjahr mit abnehmender Schneedecke und den ersten höheren Temperaturen des Jahres identifiziert.
Die Tiere sind generell promisk und verpaaren sich mit mehreren Sexualpartnern. Die Tragzeit beträgt etwa 36 Tage und die Weibchen produzieren pro Jahr durchschnittlich zwei Würfe in den nördlichen Teilen des Verbreitungsgebietes und in den Höhenlagen oder drei bis vier Würfe in den südlicheren Verbreitungsgebieten und im Flachland. Die Wurfgröße variiert je nach Standort und Anzahl der zuvor produzierten Würfe. Die Weibchen gebären 2 bis 6 Jungtiere, wobei sie in späteren Würfen in der Regel ein Jungtier mehr haben als in den ersten Würfen des Jahres. Damit bekommen die Weibchen im Schnitt zwischen 7 und 18 Jungtiere pro Jahr.
Die Jungtiere werden mit Fell geboren. Nach etwa zwei Tagen beginnen sie im Nest zu hüpfen und nach etwa fünf Tagen fangen sie an zu graben. Sie sammeln sich im Nest etwa ein bis zwei Stunden nach dem Sonnenuntergang und warten auf die Mutter. Sobald die in das Nest kommt, werden sie etwa fünf Minuten von ihr gesäugt. Nach sechs bis acht Tagen beginnen die Jungtiere feste Nahrung aufzunehmen.

### Ökologische Vernetzung

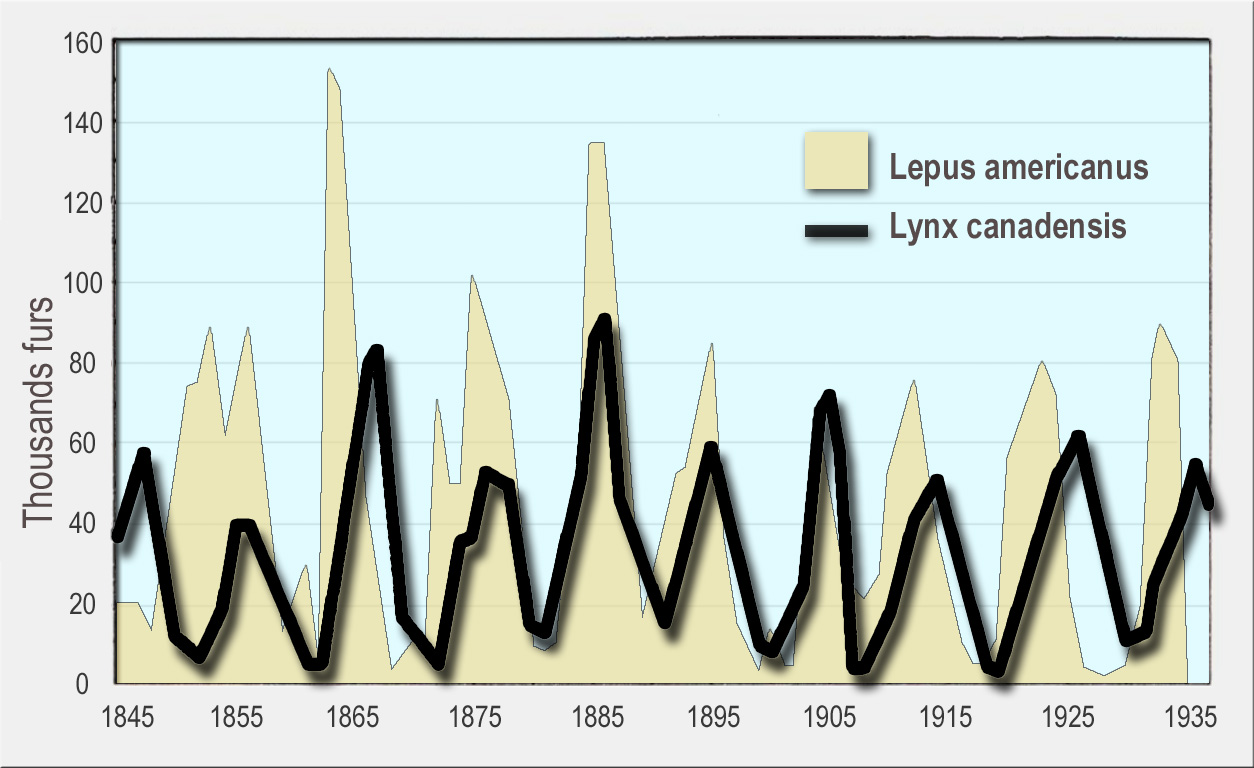
Populationsdynamik des Schneeschuhhasen und des Kanadischen Luchses von 1845 bis 1935 (ermittelt über Fellverkäufe)

Die Populationsdynamik der Schneeschuhhasen und des Kanadischen Luchses (Lynx canadensis) gilt als klassisches Beispiel der Räuber-Beute-Beziehung. Die Arten zeigen über das gemeinsame Verbreitungsgebiet von Alaska bis Neufundland einen Zyklus in ihrer Bestandsentwicklung von etwa zehn Jahren Länge (tatsächlich beobachtet: 9–11 Jahre). Generell wird angenommen, dass diese Zyklen direkt gekoppelt sind, da der Schneeschuhhase eines der Hauptbeutetiere des Luchses darstellt. Innerhalb des Nahrungsnetzes sind die Zusammenhänge allerdings komplexer und der Schneeschuhhase stellt eine Schlüsselart innerhalb des nordamerikanischen Ökosystems dar. Die Hasen ernähren sich von verschiedenen Pflanzen und es gibt neben den Luchsen weitere Prädatoren, die den Schneeschuhhasen erbeuten; damit werden die Bestände des Schneeschuhhasen sowohl durch die Nahrungsverfügbarkeit als auch durch den Raubdruck durch verschiedene Räuber reguliert, während die Bestände des Luchses weitgehend direkt abhängig sind von den Hasenpopulationen, die ihre Hauptnahrung darstellen.
Zu der Art gibt es verschiedene Mortalitätsstudien, bei denen verschiedene Prädatoren identifiziert wurden. Bei einer Studie in Alaska wurde der Prädatorendruck im frühen Sukzessionswald mit dem im Schwarzfichtenwald verglichen. Wenn die Raubtierquelle bestimmt werden konnte, wurden die Hasen im frühen Sukzessionswald mit 30 % häufiger von Habichten (Accipiter gentilis) als von anderen Raubtieren und im Schwarzfichtenwald mit 31 % häufiger von Kanadischen Luchsen getötet als von anderen Raubtieren. Virginia-Uhus (Bubo virginianus) und Kojoten (Canis latrans) stellten in beiden Lebensräumen kleinere Anteile der Hasenräuber dar und andere Todesursachen waren mit 3 % ein sehr seltener Sterblichkeitsgrund. Das Überleben war im Juli und ganz allgemein im Sommer am höchsten, da den Raubtieren mehr alternative Beute zur Verfügung stand. Niedrige Überlebensraten fielen mit der Zeit des Fellwechsels, den Würfen im Frühjahr und dem Verlassen der Nester durch die Jungtiere im Herbst zusammen.

### Parasiten
Der Magenwurm Obeliscoides cuniculi multistriatus ist ein relativ artspezifischer Endoparasit des Schneeschuhhasens.

## Systematik
Der Schneeschuhhase wird als eigenständige Art innerhalb der Gattung der Echten Hasen (Lepus) eingeordnet. Die Art wurde 1777 von dem Naturforscher Johann Christian Polycarp Erxleben, dem Gründer des Tierärztlichen Instituts der Georg-August-Universität Göttingen, wissenschaftlich beschrieben, der ihn bereits als Lepus americanus bezeichnete und damit in die von Carl von Linné eingerichtete Gattung Lepus einordnete. Erxleben beschrieb den Typus aus „America boreeli, ad fretum Hudsonis copiossimus“, die Typlokalität wurde 1909 von Edward William Nelson auf Fort Severn in Ontario, Kanada, eingegrenzt.
Die Art ist klar gegenüber anderen Hasenarten abgegrenzt und es gibt keine Hybriden mit anderen Arten. Phylogenetische Untersuchungen legen nahe, dass der Schneeschuhhase die ursprünglichste Art der Gattung und somit als Schwesterart der gesamten Gattung zu betrachten ist. Damit wird auch davon ausgegangen, dass die Entstehung der Gattung in Nordamerika erfolgte, wo sich die Arten von Norden nach Süden und nach Eurasien ausbreiteten.

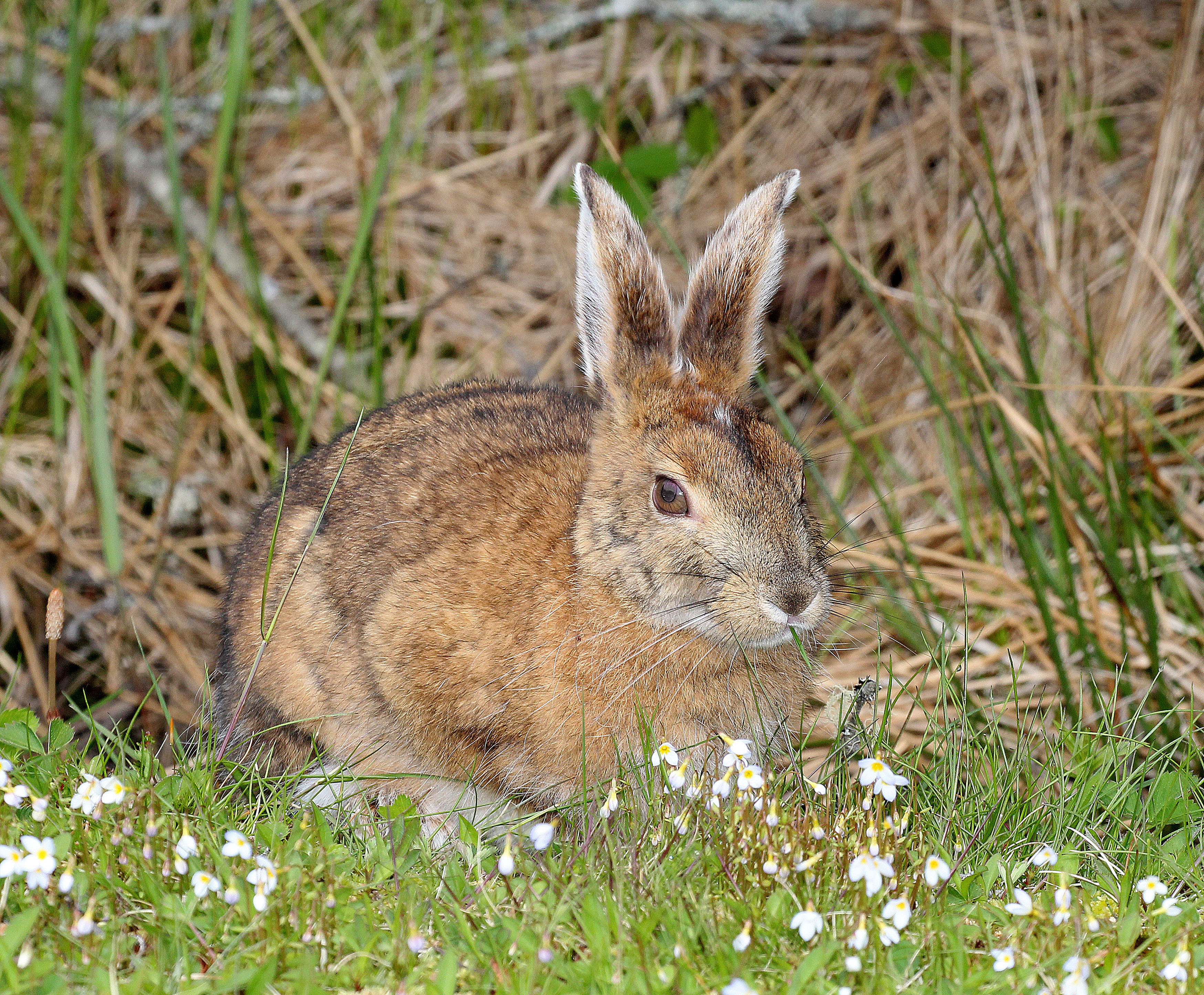
Schneeschuhhase im Sommerkleid im Washington County, Maine

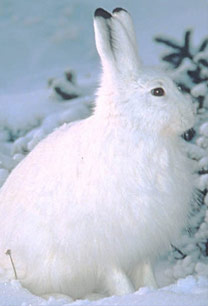
Schneeschuhhase im Winterfell

Innerhalb der Art werden mit der Nominatform aktuell 15 Unterarten unterschieden:
- Lepus americanus americanus Erxleben, 1777: Nominatform – Ontario, Manitoba, Saskatchewan, Alberta, Montana und North Dakota
- L. a. bairdii Hayden, 1869
- L. a. cascadensis Nelson, 1907 – British Columbia und Washington
- L. a. columbiensis Rhoads, 1895 – British Columbia, Alberta und Washington
- L. a. dalli Merriam, 1900 – Mackenzie District, British Columbia, Alaska, Yukon
- L. a. klamathensis Merriam, 1899 – Oregon und California
- L. a. oregonus Orr, 1934 – Oregon
- L. a. pallidus Cowan, 1938 – British Columbia
- L. a. phaeonotus J. A. Allen, 1899 – Ontario, Manitoba, Saskatchewan, Michigan, Wisconsin und Minnesota
- L. a. pineus Dalquest, 1942 – British Columbia, Idaho und Washington
- L. a. seclusus Baker & Hankins, 1950 – Wyoming
- L. a. struthopus Bangs, 1898 – Newfoundland, Nova Scotia, New Brunswick, Prince Edward Island, Quebec und Maine
- L. a. tahoensis Orr, 1933 – California, western Nevada
- L. a. virginianus Harlan, 1825 – Ontario, Quebec, Maine, New Hampshire, Vermont, Massachusetts, New York, Pennsylvania, Ohio, West Virginia, Maryland, Virginia, North Carolina und Tennessee
- L. a. washingtonii Baird, 1855 – British Columbia, Washington und Oregon

Auf den Inseln Kodiak Island südlich von Alaska und Anticosti im Sankt-Lorenz-Golf wurden Schneeschuhhasen in historischer Zeit eingeführt, wobei der Ursprung der Gründerpopulation und damit die spezifische Unterart unbekannt sind.

## Gefährdung und Schutz
Der Schneeschuhhase wird von der International Union for Conservation of Nature and Natural Resources (IUCN) als nicht gefährdet („Least concern“) eingestuft. Vor allem die südlichen Populationen können einem übermäßigen Bestandsverlust und einem Lebensraumverlust durch die Fragmentierung der Lebensräume ausgesetzt sein.
Die Bestandsdichte ist in Kanada und Alaska mehr oder weniger gleichmäßig, aber in den angrenzenden Vereinigten Staaten uneinheitlich verteilt. Die Populationen im borealen Wald schwanken in ihren Beständen nach einem 10-jährigen Zyklus, wobei ihre Dichte über mehrere Jahre hinweg um das 100-fache variieren kann. Südliche Populationen können nicht-zyklisch sein oder mit reduzierter Amplitude schwanken. Der Status der südöstlichen Populationen ist unklar, aber die südliche Verbreitungsgrenze könnte aufgrund von Lebensraumverlusten, der Zunahme von Raubtieren, vor allem Kojoten, und vielleicht auch mit dem Klimawandel und dem Verlust von Schnee im Winter nach Norden zurückgehen.

### Effekte der Globalen Erwärmung
In einigen Studien wurde versucht, die Effekte der Globalen Erwärmung auf die Verbreitungsgebiete und Populationen der Schneeschuhhasen und anderer Hasenartiger zu modellieren. Während einige Untersuchungen davon ausgehen, dass sich die Verbreitungsgebiete der Tiere der Polarregionen in Richtung Nordpol verschieben werden, gehen andere davon aus, dass sich die Verbreitungsgebiete kaum bis gar nicht verändern werden.
Eine Studie in Pennsylvania verglich das Winterverhalten und die Wärmeproduktion von Schneeschuhhasen am südlichen Rand ihres Verbreitungsgebietes in Pennsylvania mit einer nördlichen Population im Yukon, um zu untersuchen, wie diese Hasen auf veränderte Umweltbedingungen reagieren könnten. Die Tiere aus Pennsylvania haben kürzere, weniger dichte und weniger weiße Winterfelle als ihre nördlichen Artgenossen, was auf eine geringere Fellisolierung hindeutet. Sie haben zudem niedrigere Felltemperaturen, was zeigt, dass sie weniger Wärme produzieren als die Tiere der nördlichen Populationen. Darüber hinaus wählen die Hasen in Pennsylvania keine Rastplätze, die thermische Vorteile bieten, sondern solche, die einen visuellen Schutz vor Raubtieren gewährleisten. Die Ergebnisse deuten darauf hin, dass Schneeschuhhasen in der Lage sein könnten, sich an zukünftige Klimabedingungen durch leichte Veränderungen der Rumpfeigenschaften, des Stoffwechsels und des Verhaltens anzupassen und somit kein oder nur ein geringer Effekt auf die Verbreitungsgrenze zu erwarten ist. Andererseits fand eine Studie im Bundesstaat Washington heraus, dass, obwohl sowohl Wald als auch Schneedecke zur historischen Verbreitungsgrenze beigetragen haben, vor allem die Dauer der Schneedecke die jüngsten Verschiebungen der Verbreitungsgrenze nach Norden erklärt, während die Waldbedeckung an relativer Bedeutung verloren hat. Nach Ansicht der Wissenschaftler stellten historisch der Verlust und die Fragmentierung von Waldlebensräumen die stärkere Bedrohung der Tiere des südlichen Verbreitungsrandes dar, während mittlerweile der Klimawandel zur größten Bedrohung für den Schneeschuhhasen geworden ist.

## Belege
1. 1 2 3 4 5 6 7 8 9 10 11 12  Snowshoe Hare. In: S.C. Schai-Braun, K. Hackländer: Family Leporidae (Hares and Rabbits) In: Don E. Wilson, T.E. Lacher, Jr., Russell A. Mittermeier (Herausgeber): Handbook of the Mammals of the World: Lagomorphs and Rodents 1. (HMW, Band 6) Lynx Edicions, Barcelona 2016; S. 135. ISBN 978-84-941892-3-4.
2. ↑  Brian Kraatz, Emma Sherratt: Evolutionary morphology of the rabbit skull. PeerJ 4, 22. September 2016; e2453. doi:10.7717/peerj.2453.
3. 1 2 3  Lepus americanus – Snowshoe Hare, Beschreibung in der Wirbeltiersammlung der University of Wisconsin-Stevens Point; abgerufen am 19. Februar 2019.
4. ↑  T. J. Robinson, F. F. B. Elder, J. A. Chapman: Karyotypic conservatism in the genus Lepus (order Lagomorpha). Canadian Journal of Genetics and Cytology 25 (5), 1983; S. 540–544. doi:10.1139/g83-081.
5. 1 2 3 4 5 6 7  Lepus americanus in der Roten Liste gefährdeter Arten der IUCN 2018.2. Eingestellt von: D. Murray, A.T. Smith, A.T., 2008. Abgerufen am 18. Februar 2019.
6. ↑  Michael J.L. Peers, Yasmine N. Majchrzak, Sean M. Konkolics, Rudy Boonstra, Stan Boutin: Scavenging By Snowshoe Hares (Lepus americanus) In Yukon, Canada. Northwestern Naturalist 99 (3), 2018; S. 232–235. doi:10.1898/NWN18-05.1.
7. ↑  Nils Chr. Stenseth, Wilhelm Falck, Ottar N. Bjørnstad und Charles J. Krebs: Population regulation in snowshoe hare and Canadian lynx: Asymmetric food web configurations between hare and lynx. In: Proceedings of the National Academy of Sciences 94 (10), 1997; S. 5147–5152. doi:10.1073/pnas.94.10.5147.
8. ↑  Dashiell Feierabend, Knut Kielland: Seasonal Effects of Habitat on Sources and Rates of Snowshoe Hare Predation in Alaskan Boreal Forests. PLoS ONE 10 (12), 30. Dezember 2015; e0143543. doi:10.1371/journal.pone.0143543
9. ↑  Roy C. Anderson: Nematode parasites of vertebrates: their development and transmission. CABI 2000, S. 88.
10. 1 2  Johann Christian Polycarp Erxleben: Systema regni animalis per classes, ordines, genera, species, varietas cum synonymia et historia animalum. Classis I. Mammalia. Weygand, Leipzig 1977.; S. 330–331.(Digitalisat).
11. ↑  J. Melo-Ferreira, P. Boursot, M. Carneiro, P. J. Esteves, L. Farelo, P. C. Alves: Recurrent Introgression of Mitochondrial DNA Among Hares (Lepus spp.) Revealed by Species-Tree Inference and Coalescent Simulations. Systematic Biology 61 (3), 1. Mai 2012; S. 367. doi:10.1093/sysbio/syr114.
12. ↑  Juan Pablo Ramírez-Silva, Francisco Xavier González-Cózat, Ella Vázquez-Domínguez, Fernando Alfredo Cervantes: Phylogenetic position of Mexican jackrabbits within the genus Lepus (Mammalia: Lagomorpha): a molecular perspective. Revista Mexicana de Biodiversidad 81 (3), 2010; S. 721–731. (Volltext)
13. ↑  Katie Leach, Ruth Kelly, Alison Cameron, W. Ian Montgomery, Neil Reid: Expertly Validated Models and Phylogenetically-Controlled Analysis Suggests Responses to Climate Change Are Related to Species Traits in the Order Lagomorpha. PLoS ONE 10 (4), April 2015; : e0122267.15. doi:10.1371/journal.pone.0122267.
14. ↑  L.C. Gigliotti, D.R. Diefenbach, M.J. Sheriff: Geographic variation in winter adaptations of snowshoe hares (Lepus americanus). Canadian Journal of Zoology 95 (8), 2017; S. 539–545. doi:10.1139/cjz-2016-0165.
15. ↑  Sean M. Sultaire, Jonathan N. Pauli, Karl J. Martin, Michael W. Meyer, Michael Notaro, Benjamin Zuckerberg: Climate change surpasses land-use change in the contracting range boundary of a winter-adapted mammal. Proceedings of the Royal Society B: Biological Sciences 283, 30. März 2016. doi:10.1098/rspb.2015.3104.